# Louvain Bears
Les Leuven Bears (Stella Artois Leuven Bears pour des raisons de parrainage) ou Louvain Bears en français, sont un club belge de basket-ball basé dans la ville de Louvain. Le club évolue en première division depuis 1999 et a remporté une coupe de Belgique en 2005. Il évolue en BNXT League depuis 2021.

## Histoire
Le club a participé à l'EuroCoupe 2005-2006, terminant quatrième de son groupe B.

### Noms précédents
- Avant 2001 : Telindus Leuven
- 2001-2003 : Vastiau-Godeau Leuven
- 2003-2004 : Basket Groot Leuven
- 2004-2007 : Passe-Partout Leuven
- 2007-2009 : Spotter Leuven
- 2009-2010 : Passe-Partout Leuven Bears
- Depuis 2010 : Stella Artois Leuven Bears

## Palmarès
Coupe de Belgique
- Vainqueur : 2005
- Finaliste : 2025

### La salle
Le club évolue à la "Sportoase" située à Philipssite dans la ville de Louvain. La salle possède une capacité de 3 400 places et a notamment organisé la finale de la Coupe de Belgique en 2006.

## Personnalités du club

### Entraîneurs
| Saison(s) | Nom                  | Nationalité |
| --------- | -------------------- | ----------- |
| 1999-2000 | Pol Rauwe            | Belgique    |
| 2000-2001 | Julien Marnegrave    | Belgique    |
| 2001-2003 | Louis Casteels       | Belgique    |
| 2003-2004 | Chris De Pauw        | Belgique    |
| 2004-2007 | Eric Buise           | Belgique    |
| 2007-2008 | Yakov Gino           | Israël      |
| 2008-2010 | Ivica Skelin         | Croatie     |
| 2010-2016 | Jürgen Van Meerbeeck | Belgique    |
| 2016-2018 | Ferried Naciri       | Belgique    |
| 2018-2024 | Eddy Casteels        | Belgique    |
| 2024-     | Kristof Michiels     | Belgique    |